# 森島康仁
森島康仁（1987年9月18日—），日本職業足球員，前日本20歲以下足球代表隊成員。

## 俱乐部生涯
2006年，森島康仁在大阪櫻花开始足球生涯。2008年转会至大分三神，2014年转会至川崎前鋒，2015年转会至磐田喜悅。

## 日本國家足球隊
森島康仁参加了2007年U-20世界盃。

## 外部連結
- （日語）J.League Data Site （页面存档备份，存于）